# Мігован Віктор Миколайович
Ві́ктор Микола́йович Мігован (нар. 20 липня 1991, м. Чернівці, Українська РСР — пом. 17 червня 2014, сел. Металіст, Слов'яносербський район, Луганська область, Україна) — український військовослужбовець, десантник, сержант Збройних сил України.

## Життєпис
Віктор Мігован народився 1991 року в місті Чернівці. Батько працював електромеханіком, мати — шкільний психолог. Віктор з дитинства цікавився технікою, вчився ремонтувати побутові прилади та комп'ютери. 2008 року закінчив загальноосвітню школу № 24 міста Чернівці, продовжив навчання в Чернівецькому індустріальному коледжі, де здобув фах електромеханіка.
З лютого 2011 по лютий 2014 проходив військову службу за контрактом у Державній прикордонній службі України. У 2011 році був курсантом Навчального центру підготовки молодших спеціалістів ДПСУ в Оршанці, по тому служив зв'язківцем у відділі прикордонної служби «Мамалига» Чернівецького прикордонного загону Західного регіонального управління ДПСУ, в/ч 2195, м. Чернівці.
У цей же час навчався в Національному університеті «Львівська політехніка» на заочній формі навчання, за комп'ютерною спеціальністю. Після закінчення контрактної служби влаштувався на роботу в майстерню з ремонту комп'ютерів. Студент 3-го курсу вже планував відкрити власну справу, що пов'язана з комп'ютерними технологіями.
У зв'язку з російською збройною агресією проти України в квітні 2014 року мобілізований до лав Збройних Сил України.
Сержант, технік роти 2-ї аеромобільної роти 87-го окремого аеромобільного батальйону 80-ї окремої аеромобільної бригади, в/ч А2582, м. Чернівці (колишній 300-й полк). Спочатку перебував у військовій частині, та на полігоні в Сторожинці. З травня 2014 брав участь в антитерористичній операції на сході України у складі 3-ї батальйонної тактичної групи 80-ї ОАеМБр в районі міста Щастя на Луганщині.

### Обставини загибелі
Вранці 17 червня 2014 року резервна група десантників на чолі зі старшим лейтенантом Владиславом Файфурою виїхала в напрямку селища Металіст, що на північній околиці Луганська, для надання допомоги бійцям добровольчого батальйону «Айдар», які вели бій з терористами в районі гольф-клубу (с. Привітне). У бойовому зіткненні з терористами, які підбили бронетранспортер із засідки з гранатомету, загинули 9 десантників, серед них і сержант Мігован.
Того дня у боях в районі Стукалової Балки і Металіста загинули також 3 військовослужбовців 15-го окремого гірсько-піхотного батальйону 128-ї ОГПБр та 4 бійців батальйону «Айдар», кілька військовослужбовців з різних підрозділів були поранені і захоплені в заручники, серед них доброволець «Айдару» Надія Савченко.
Вісім з дев'ятьох загиблих десантників — буковинці, один солдат родом з Волині. 21 червня пройшло прощання у військовій частині в Чернівцях. 22 червня Віктора Мігована та ще чотирьох чернівчан поховали на Алеї Слави Центрального кладовища міста Чернівці у Годилові.
Залишились батько Микола, мати Оксана Ананіївна та молодша сестра Діана.

## Нагороди та відзнаки
- Орден «За мужність» III ступеня, — за особисту мужність і героїзм, виявлені у захисті державного суверенітету та територіальної цілісності України (02.08.2014, посмертно)[3].
- Почесна відзнака Чернівецької міської ради Медаль «На славу Чернівців» (2015, посмертно)[4].

## Вшанування пам'яті
14 грудня 2016 року у місті Чернівці на фасаді будівлі ЗОШ № 24 (вулиця Фізкультурна, 5), де навчався Віктор Мігован, йому відкрито меморіальну дошку.
3 травня 2018 року на території Чернівецького прикордонного загону (в/ч 2195) в урочистій обстановці за ініціативи керівництва загону в присутності сімей загиблих воїнів, представників влади та правоохоронців Чернівецької області відкрито пам'ятник «Прикордонникам всіх поколінь» на якому закарбовані воїни Мігован Віктор та Заєць Олександр, які загинули за Україну у 2014 році у російській збройній агресії проти України.